# Kayu Ara (Rangsang Barat)
Kayu Ara is een bestuurslaag in het regentschap Kepulauan Meranti van de provincie Riau, Indonesië. Kayu Ara telt 920 inwoners (volkstelling 2010).